# Meister des Berswordt-Retabels
Der Meister des Berswordt-Retabels, auch Meister des Berswordt-Altars oder Berswordt-Meister, war ein deutscher Tafelmaler. 

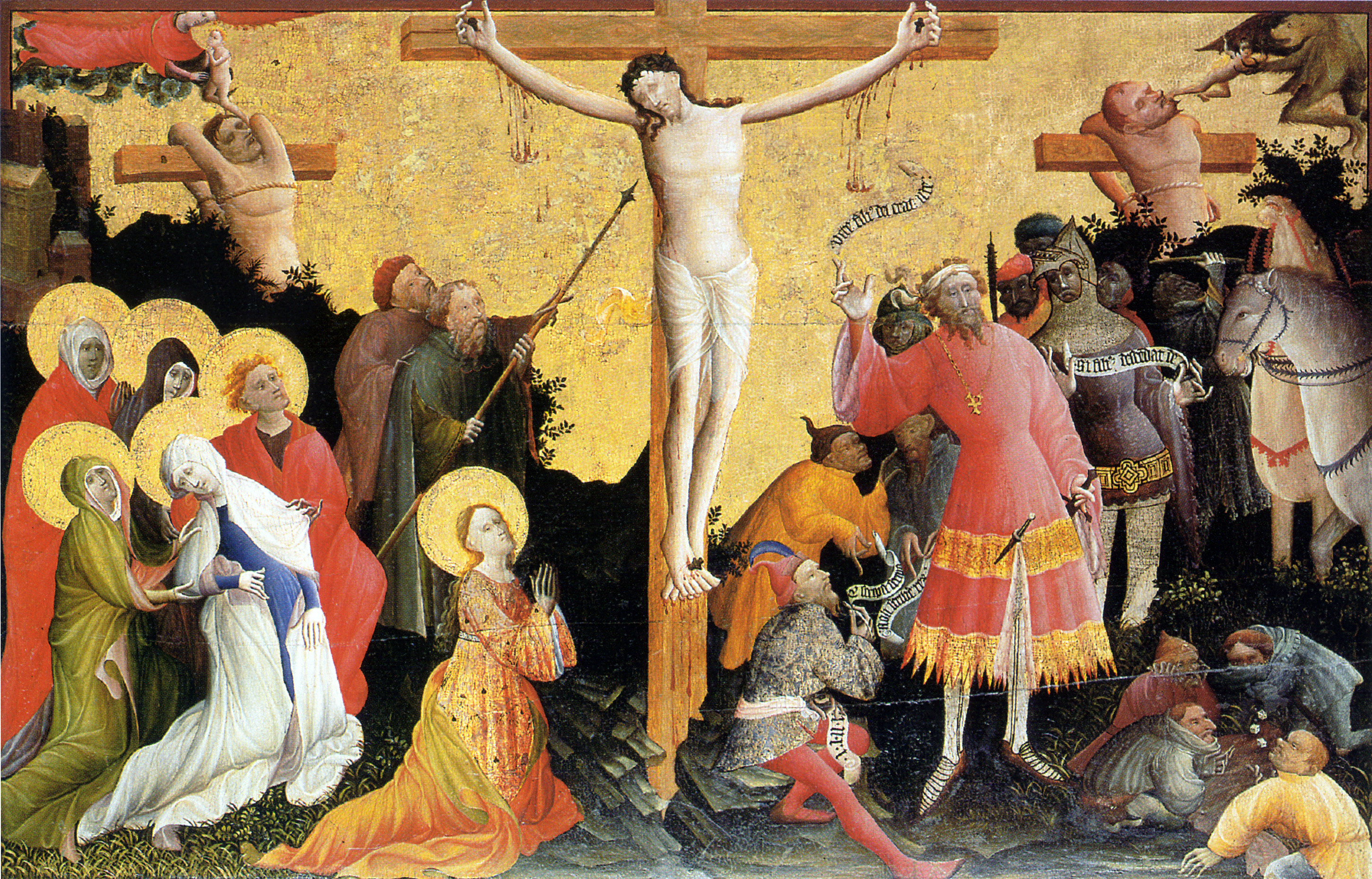
Berswordt-Altar in der Dortmunder Marienkirche

Er wirkte zwischen 1390 und 1435 in der Umgebung von Dortmund, wahrscheinlich befand sich seine Werkstatt aber in Köln. Benannt wurde er nach dem sogenannten Berswordt-Altar, dem Kreuzigungsretabel in der Dortmunder Marienkirche, dessen Rahmen zwölf Mal das Wappen der Familie Berswordt schmückt.
Für die Marienkirche in Bielefeld hat er um 1400 das Marienretabel angefertigt. Zwei Tafeln, Geißelung (Inv. Nr. 43.161) und Kreuzigung (Inv. Nr. 2001.216.1), befinden sich heute im Metropolitan Museum of Art in New York.
Die Malereien sind von Kölner und französischer Kunst (Jean Bondol oder Meister des Paraments von Narbonne) beeinflusst, zeigen Verwandtschaft mit westfälischen Zeitgenossen wie etwa den Werken des Conrad von Soest und sind dem Weichen Stil zuzuordnen.

## Weitere zugeschriebene Werke (Auswahl)
- Predella mit Propheten und Aposteln in St. Marien in Osnabrück (um 1395), zerstört[7]
- Entwurf für das Westfenster der Zisterzienserabtei Altenberg (1380–1395/97)[8]
- Entwurf für die Grabplatte des Bischofs Ruprecht von Berg im Paderborner Dom (1394–1397)[9]